# Gunther Hellmann

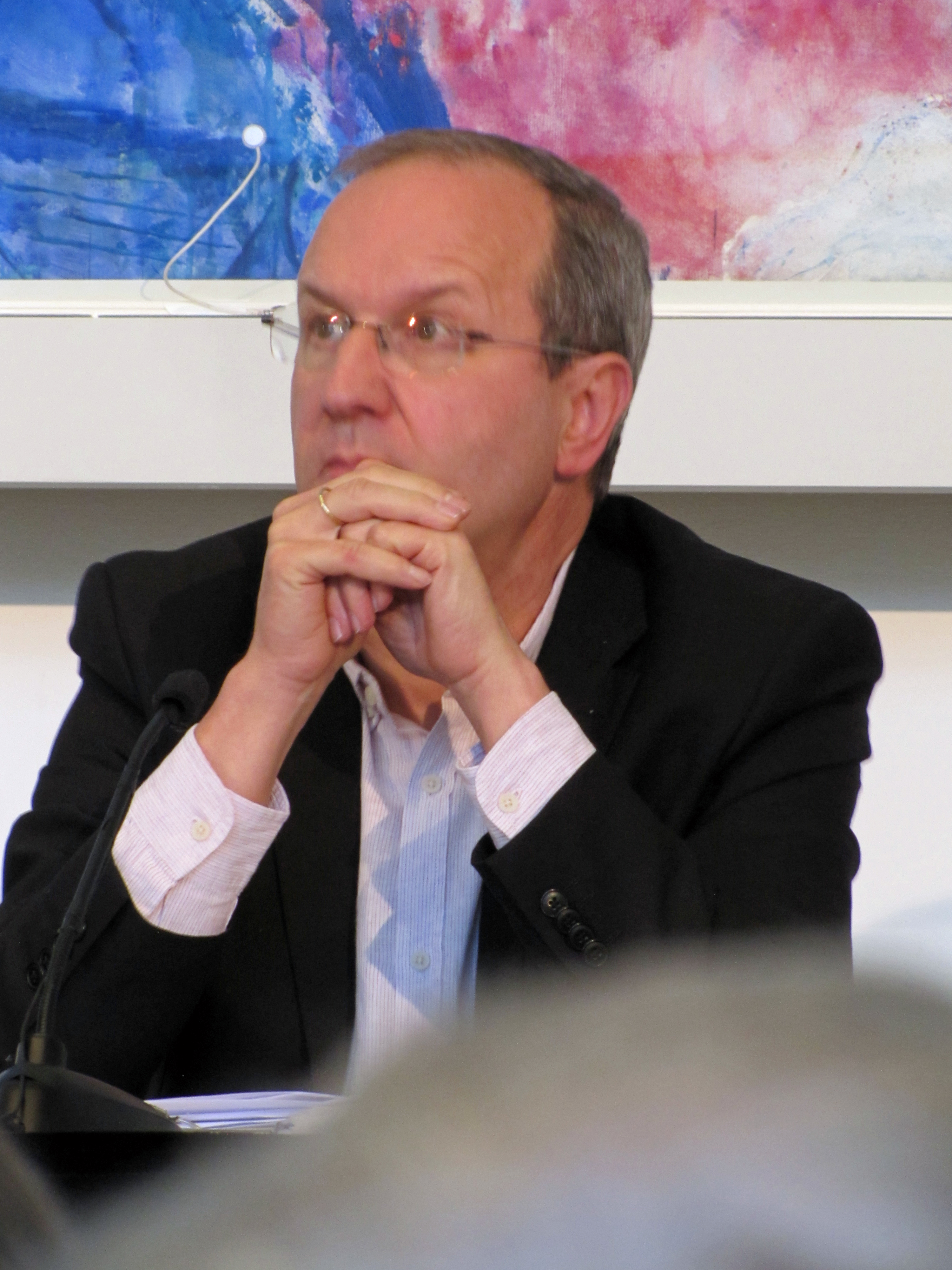
Gunther Hellmann (2019)

Gunther Hellmann (* 19. Mai 1960 in Karlsruhe) ist Professor für Politikwissenschaft am Fachbereich Gesellschaftswissenschaften der Johann Wolfgang Goethe-Universität in Frankfurt. Er unterrichtet das Fach mit den Schwerpunkten Außenbeziehungen Deutschlands und der Europäischen Union. Seine Forschungsschwerpunkte liegen in den Bereichen deutsche Außenpolitik, euro-atlantische Sicherheitsbeziehungen und Theorie der internationalen Beziehungen.

## Werdegang
Nach Abitur und Wehrdienst studierte Hellmann ab 1979 Politikwissenschaft, Geschichte und Philosophie in Freiburg, München und Washington D. C. Von 1989 bis 1993 war er als wissenschaftlicher Mitarbeiter am Fachbereich Politische Wissenschaft der FU Berlin tätig. Dort promovierte er 1991 mit einer Arbeit über amerikanisch-sowjetische Rivalität und Kooperation in regionalen Konflikten. 1993 wechselte er als wissenschaftlicher Assistent an die Technische Universität Darmstadt, 1999 erhielt er eine Professur für Politikwissenschaft an der Johann Wolfgang Goethe-Universität in Frankfurt am Main. Neben der Professur leitete er zwischen Januar 2000 und Oktober 2001 auch eine Forschungsgruppe bei der Hessischen Stiftung für Friedens- und Konfliktforschung (HSFK). Von 2000 bis 2006 war er Mitglied im Vorstand der Sektion Internationale Politik der Deutschen Vereinigung für Politische Wissenschaft, von 2002 bis 2005 war er einer der Herausgeber der Zeitschrift für Internationale Beziehungen (ZIB).

## Schriften (Auswahl)
als Autor:
- Weltmachtrivalität und Kooperation in regionalen Konflikten. Die USA und die Sowjetunion in den Kriegen des Nahen und Mittleren Ostens, 1973–1991 (= Nomos-Universitätsschriften. Politik 46). Nomos-Verlags-Gesellschaft, Baden-Baden 1993, ISBN 3-7890-3042-2 (Zugleich: Berlin, Freie Univ., Diss., 1991).
- zus. mit Klaus Dieter Wolf und Michael Zürn: Die neuen Internationalen Beziehungen. Forschungsstand und Perspektiven in Deutschland (= Weltpolitik im 21. Jahrhundert. Bd. 10). Nomos-Verlags-Gesellschaft, Baden-Baden 2003, ISBN 3-8329-0320-8.
- Deutsche Außenpolitik. Eine Einführung (= Grundwissen Politik. Bd. 39). VS – Verlag für Sozialwissenschaften, Wiesbaden 2006, ISBN 3-531-14906-7. (3. Auflage 2024, ISBN 978-3-658-43678-0.)

als Herausgeber:
- Germany's EU Policy in Asylum and Defence. De-Europeanization by Default? Palgrave Macmillan, Basingstoke u. a. 2006, ISBN 1-4039-8798-X.
- zus. mit Siegmar Schmidt und Reinhard Wolf: Handbuch zur deutschen Außenpolitik, 2007, VS Verlag für Sozialwissenschaften, ISBN 978-3-531-13652-3.